# Бой при Мехуве (1734)
Бой при Мехуве (пол. Miechow) — столкновение, произошедшее 13 апреля 1734 года между войсками, верными претенденту на польский престол Станиславу Лещинскому, с саксонскими войсками. Это была одна из немногих побед поляков над саксонцами и русскими в войне за польское наследство.
7 января 1734 года границу Речи Посполитой в районе Тарновских гор пересек саксонский корпус генерала Димера численностью 10 000 солдат и взял под свой контроль Краков. Захват города как коронационной столицы польских монархов должен был обеспечить проведение церемонии коронации Фридриха Августа. Однако на этом успехи саксонцев закончились, поскольку Яну Тарло, стороннику Станислава Лещинского, удалось укрепить свои силы в Краковском воеводстве. Когда саксонский отряд выступил из Кракова, чтобы поддержать русские войска, осаждавшие Данциг, 13 апреля между селами Вельканоц и Гольча он был встречен силами Тарло. 
Польские войска, которых было не менее 3000 человек, атаковали саксонскую конницу, 300 кирасир, и пытались сломить её сопротивление. Саксонские кавалеристы спешились в течение трёх часов отбивали ружейным огнём атаки поляков. Не дождавшись помощи со стороны саксонской пехоты, около 4000 человек, следовавшей по другому маршруту, саксонские кавалеристы отступили, потеряв некоторое количество своих пленными.
Победа над саксонским отрядом на некоторое время замедлило наступление саксонцев на Данциг, однако Тарло не удалось вернуть Краков.